# فاريفتسي
فاريفتسي (بالبلغارية: Фъревци)‏ قرية تقع إدارياً ضمن تريافنا في بلغاريا. ويبلغ عدد سكانها 2 نسمة حسب تعداد 15 مارس 2015. تعتمد فاريفتسي للبريد على الرمز البريدي 5365 وللاتصالات على رمز الاتصال الهاتفي المحلي 0677.